# Throb
Albums de Gary Burton
Country Roads & Other Places
(1969) Good Vibes
(1970)
Throb est un album du vibraphoniste de jazz américain Gary Burton, enregistré et commercialisé en 1969.

## Liste des titres
| No | Titre               | Musique         | Durée |
| -- | ------------------- | --------------- | ----- |
| 1. | Henniger Flats      | David Pritchard | 4:25  |
| 2. | Turn of the Century | Michael Gibbs   | 5:07  |
| 3. | Chickens            | Steve Swallow   | 2:29  |
| 4. | Arise, Her Eyes     | Steve Swallow   | 3:51  |
| 5. | Prime Time          | Jerry Hahn      | 4:07  |
| 6. | Throb               | Michael Gibbs   | 4:33  |
| 7. | Doin the Pig        | Steve Swallow   | 3:47  |
| 8. | Triple Portrait     | Michael Gibbs   | 4:28  |
| 9. | Some Echoes         | Michael Gibbs   | 6:59  |

## Musiciens
- Gary Burton : vibraphone
- Richard Greene : violon
- Jerry Hahn : guitare
- Steve Swallow : basse
- Bill Goodwin : batterie